# Walerij Bondar
Walerij Jurijowytsch Bondar (ukrainisch Валерій Юрійович Бондар, wiss. Transliteration Valerij Jurijovyč Bondar; * 27. Februar 1999 in Charkiw) ist ein ukrainischer Fußballspieler.

## Karriere

### Verein
Aus der U19 von Schachtar Donezk kommend, ging er zur Saison 2017/18 in den Kader von deren zweiter Mannschaft über. Am 4. Mai 2019 kam er in der Meisterrunde erstmals für die erste Mannschaft zum Einsatz. Bei dem 5:0-Sieg über FK Lwiw wurde er zur 75. Minute für Serhiy Bolbat eingewechselt. Zur Folgesaison wurde er dann auch ein fester Teil des Kaders der ersten Mannschaft und kam nun in der Saison 2019/20 auch vermehrt zum Einsatz. Anschließend hatte er im Dezember 2021 dann auch sein Debüt in der Champions League. Bislang gewann er mit Schachtar zwei Mal die Meisterschaft sowie einmal den Pokal.

### Nationalmannschaft
Nach ein paar Freundschaftsspielen mit der ukrainischen U16 kam er auch bei der U17 zum Einsatz, mit welcher er die Europameisterschaft 2016 erreichte, in der Qualifikation davor trug er bei allen Partien die Kapitänsbinde. Nach weiteren Freundschaftsspielen mit der U18, wo er auch manchmal als Mannschaftskapitän fungierte, nahm er mit der U19 an der Europameisterschaft 2018 teil, wo sie im Halbfinale an Portugal scheiterte. Auch bei der U19 war er sehr oft als Kapitän unterwegs.
So konnte er mit der U20 auch an der Weltmeisterschaft 2019 teilnehmen, wo er erneut das Team als Kapitän anleitete. Am Ende gewann er mit seiner Mannschaft durch einen 3:1-Sieg über Südkorea den Weltmeistertitel. Danach kam er auch noch ein paar Mal für die U21 zu Einsätzen.
Sein Debüt für die A-Nationalmannschaft hatte er am 20. November 2020 bei einer 0:2-Freundschaftsspielniederlage gegen Polen, wo er zur 63. Minute für Juchym Konoplja eingewechselt wurde. Danach kam er auch unter anderem verletzungsbedingt erst einmal nicht mehr zu Einsätzen. Erst im Juni 2022 kam er in der Nations League 2022/23 wieder zu ein paar Partien. Aber auch danach fiel er erst einmal erneut verletzt aus und absolvierte keine weiteren Partien, stand aber oft mit im Kader.